# Sagara
Ne doit pas être confondu avec Sagara (langue).
Sagara (相良村, Sagara-mura) est un village du district de Kuma, dans la préfecture de Kumamoto au Japon.

## Géographie

### Situation
Le village de Sagara est situé dans le sud de la préfecture de Kumamoto, au Japon.
Près de 77 % de la superficie du village sont recouverts de forêts.

### Démographie
Au 1er mars 2016, la population de Sagara s'élevait à 4 689 habitants répartis sur une superficie de 94,54 km2.

### Municipalités voisines
| Itsuki    | Itsuki  | Itsuki           |
| Yamae     | Sagara  | Asagiri / Taragi |
| Hitoyoshi | Nishiki | Nishiki          |

### Climat
Le climat du village de Sagara est du type tempéré chaud. La température annuelle moyenne est d'environ 14,6 °C et les précipitations annuelles sont de 2 524 mm. L'hiver, le mercure peut descendre jusqu'à −1 °C et grimper jusqu'à 30 °C en été.

### Hydrographie
Sagara est traversé du nord au sud par la rivière Kawabe qui rejoint le fleuve Kuma dans l'extrême sud du village.

## Économie
L'économie du village de Sagara repose essentiellement sur l'exploitation des ressources naturelles de la région ; l'agriculture (riz, melons, thé, tabac) et la sylviculture sont les deux principaux secteurs d'activités économiques du village. Cependant, depuis le début des années 1960, le nombre de personnes travaillant dans le secteur primaire diminue (78 % des emplois en 1960 et 25 % en 2000) alors que les secteurs secondaire (6 % des emplois en 1960 et 31 % en 2000) et tertaire (16 % des emplois en 1960 et 44 % en 2000) se développent.
Depuis le début des années 2000, l'ouverture d'un complexe touristique dédié au thermalisme permet l'essor du tourisme. Ainsi, chaque année, plus de 350 000 touristes séjournent dans le village de Sagara.

## Histoire
En septembre 1956, deux villages sont fusionnés pour former le village de Sagara (population : 8 809 habitants).

## Culture

### Sanctuaire Toshima Sugawara
Toshima Sugawara-jinja est un sanctuaire shinto dédié à Sugawara no Michizane, lettré, poète et personnalité politique du Japon de l'époque de Heian (794-1185), vénéré par le peuple japonais en tant que dieu de la culture nommé Tenjin. Le temple aurait été fondé au XIIIe siècle et reconstruit en 1589 sur l'ordre d'un descendant de la famille Sugawara.
Ce lieu saint du shintoïsme est situé dans un bosquet de cèdres du Japon, au bord d'un étang comprenant dix îles artificielles faites de couches d'argile superposées dont la plus large supporte le bâtiment principal, le honden. Les murs de ce dernier sont en bois de cèdre et son toit est fait de chaume d'écorce de cyprès du Japon. Le bâtiment du culte, le haiden, est inscrit sur la liste officielle des biens culturels matériels du Japon depuis 1994,.

## Transports
Sagara est desservi par la ligne Yunomae de la compagnie Kumagawa Railroad.

## Jumelage
Sagara est jumelé avec Saint-Valentin (Indre), en France, depuis 2017.

## Symboles municipaux
Les symboles de la municipalité de Sagara ont été officiellement adoptés en septembre 1996, lors de la célébration des quarante ans du village.
L'arbre symbole de la municipalité de Sagara est le thé, sa fleur symbole l'adonide de l'Amour et son oiseau symbole la bergeronnette du Japon.